# Судебный процесс над основателями The Pirate Bay

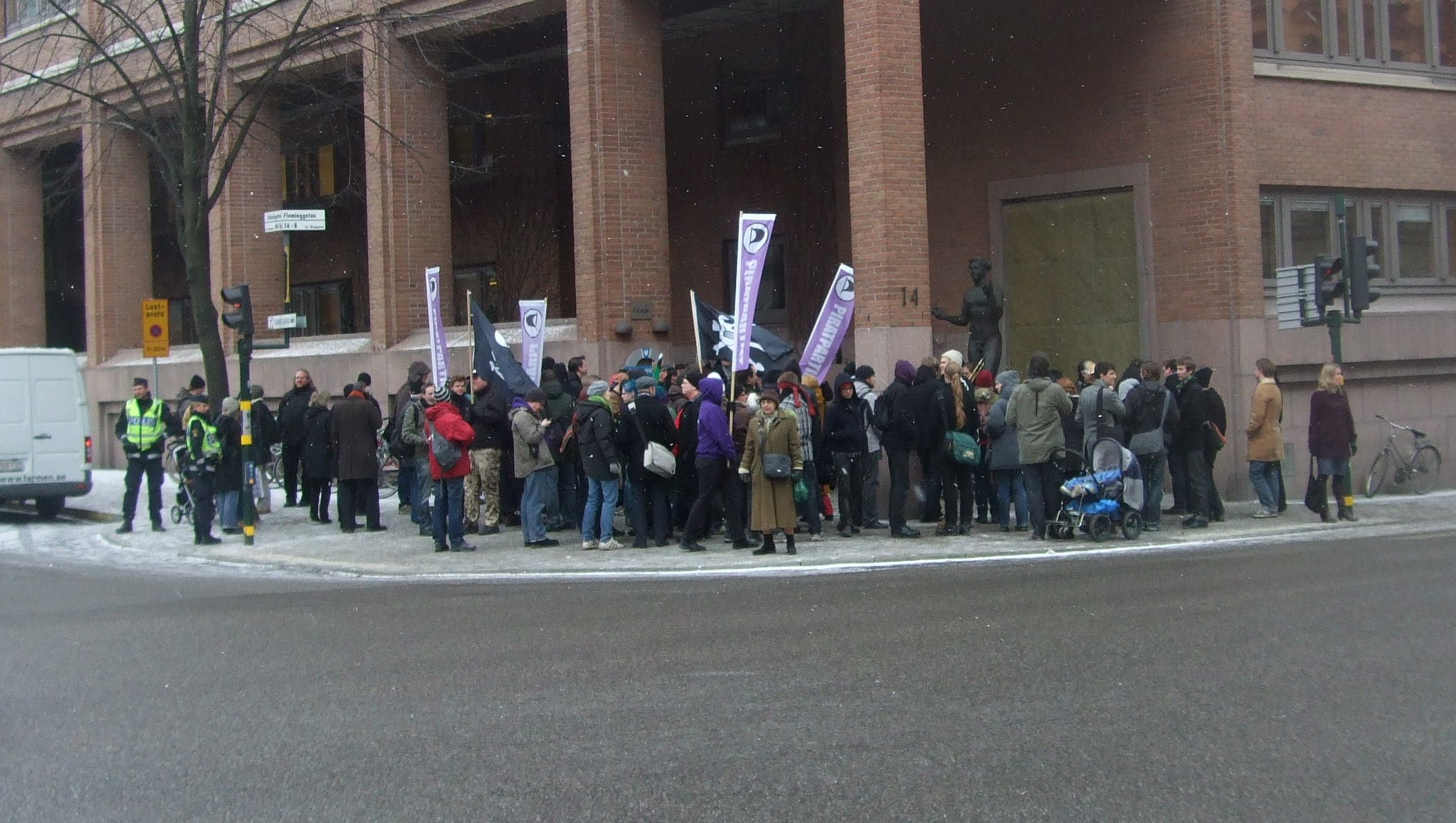
Демонстрация протеста против судебного процесса над The Pirate Bay, 16 февраля 2009 года.

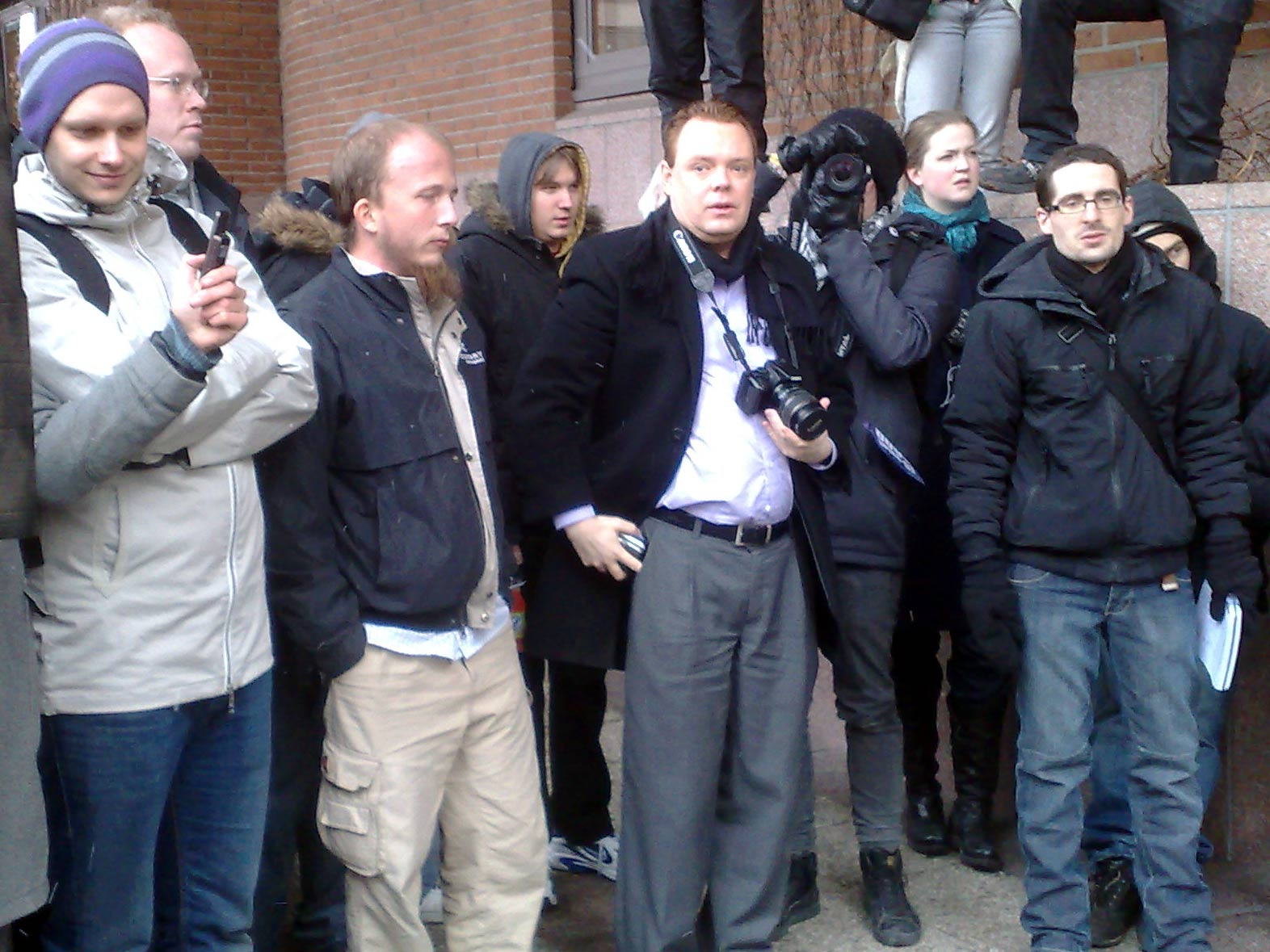
Питер Санде, Готфрид Свартхольм, Рик Фолквиндж и Мартин де Камински на демонстрации около здания суда в первый день судебного процесса.

31 января 2008 шведской прокуратурой было выдвинуто обвинение против четырёх основателей The Pirate Bay в связи с тем, что на их веб-сайте использовался BitTorrent-трекер, якобы способствующий посягательствам на авторское право. Обвинение было поддержано консорциумом обладателей авторских прав, возглавляемым Международной федерацией производителей фонограмм (IFPI), который подал отдельный компенсаторный иск против хозяев The Pirate Bay.
Ответчиками в процессе выступали Петер Сунде, Готтфрид Свартхольм и Фредрик Ней — авторы сайта, — а также Карл Люндстрём, осуществлявший материальную поддержку сайта. Согласно обвинению, ответчики создали и развивали веб-сайт, оснащённый технологией, позволяющей пользователям нарушать законодательство об авторском праве. Речь идёт о 34 случаях нарушений авторских прав, представленных обвинением, из которых 21 связаны с музыкальными файлами, 9 касаются представителей киноиндустрии и 4 — владельцев авторских прав на компьютерные игры. Дополнительно был подан иск на возмещение ущерба в размере 117 миллионов шведских крон (около 13 миллионов долларов США).
Судебный процесс получил неофициальное название «Spectrial» — это комбинация слов «спектакль» (англ. spectacle) и «судебный процесс» (англ. trial). Это название используется представителями Интернет-сообществ для упрощения поиска материалов, касающихся процесса, например, в социальных сетях, среди которых выделяется Twitter, где пользователи ведут практически прямые трансляции с заседаний. Также информацию о ходе судебного процесса можно узнать на сайте Spectrial, созданном The Pirate Bay.

## The Pirate Bay
The Pirate Bay — шведский веб-сайт, который индексирует и раздает BitTorrent-файлы. Он позиционируется как «крупнейший BitTorrent-трекер в мире» и занимает 92 место среди самых популярных веб-сайтов по версии Alexa. Большая часть финансовых средств, вкладываемых в The Pirate Bay, — доходы от рекламы, соседствующей на сайте со списками BitTorrent-файлов. Основанный в ноябре 2003 года шведской организацией «Piratbyrån» («Пиратский отдел»), объединяющей противников авторского права, The Pirate Bay самостоятелен с октября 2004 года. Сейчас он управляется Готтфридом Свартхольмом (anakata), Петером Сунде (brokep) и Фредриком Неем (TiAMO).

## Полицейский обыск The Pirate Bay в июне 2006 года

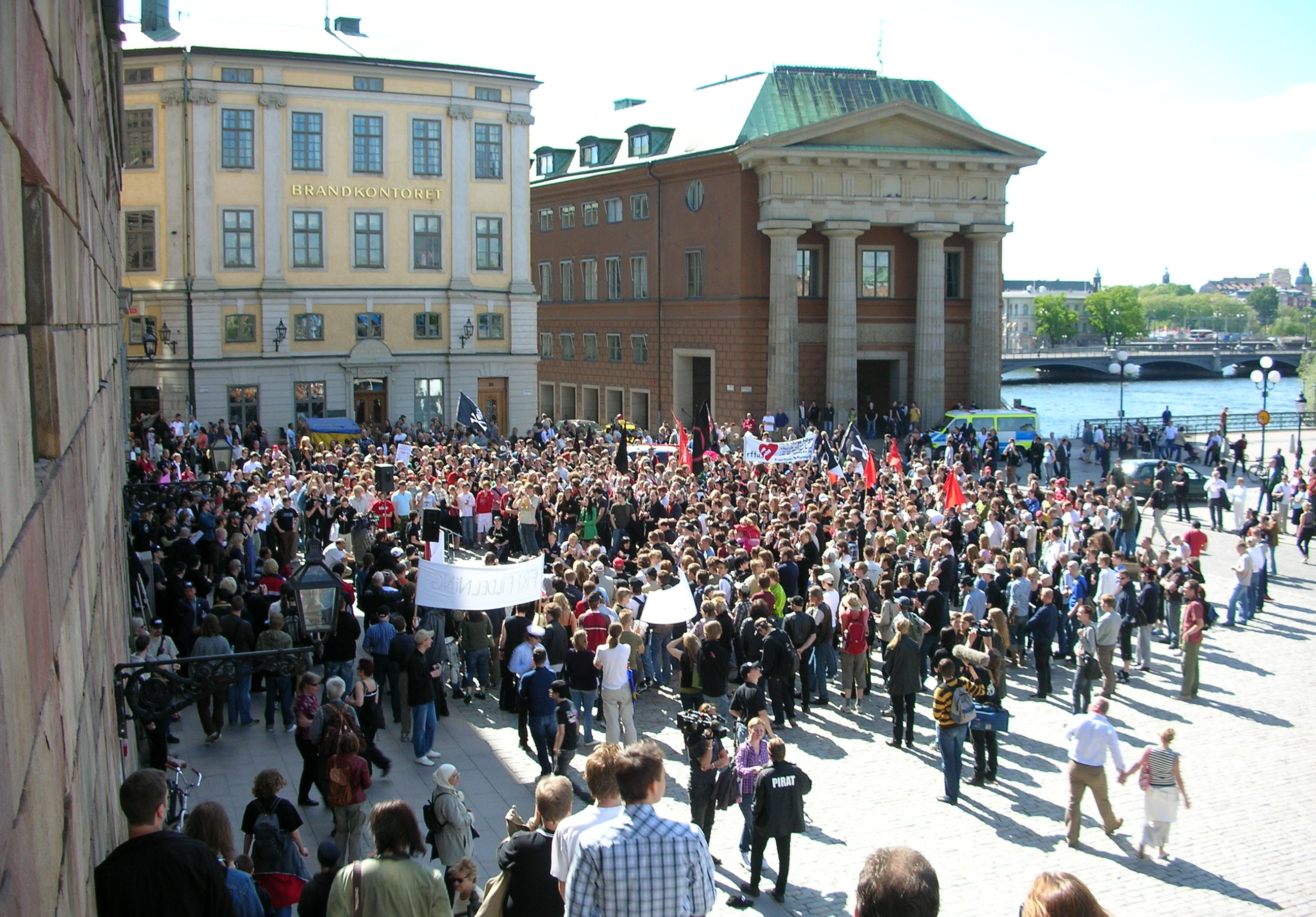
Шведские демонстранты, выступающие против полицейского обыска The Pirate Bay, 3 июня 2006 года.

31 мая 2006 года серверы The Pirate Bay, находящиеся в Стокгольме, были подвергнуты обыску шведской полицией, что послужило причиной трехдневной приостановки работы веб-сайта. После того, как он снова стал доступен в сети Интернет, количество посетителей увеличилось более чем в два раза: такой рост популярности связан, в первую очередь, с широким освещением событий средствами массовой информации. Обыск, по мнению представителей The Pirate Bay, имел в первую очередь политические причины и был проведен под давлением Американской ассоциации кинокомпаний (Motion Picture Association of America, MPAA), которая признала его успешным. Однако в связи с тем, что сайт был восстановлен в течение нескольких дней, а сам обыск спровоцировал широкий общественный резонанс, многие, в том числе и The Pirate Bay, оценивают его как «крайне неудачный».

## Ход судебного процесса
31 января 2008 года шведской прокуратурой были выдвинуты обвинения в «побуждении других людей к нарушению законов об авторском праве» против четверых руководителей The Pirate Bay. Судебный процесс начался 16 февраля 2009 года в Стокгольме (Швеция).

### Первый день заседаний
16 февраля 2009 года, адвокат защиты Пер Самуэльсон обратил внимание суда на то, что «сервисы обмена файлами могут быть использованы и с нарушением законодательства, и без оного». Он отметил, что, согласно шведскому законодательству, законно предоставлять услугу, которая может быть использована впоследствии в рамках как законной, так и незаконной деятельности; в частности, Самуэльсон сравнил услуги, предоставляемые The Pirate Bay, с производством автомобилей, которые могут развивать скорость, превышающую разрешенную. Другой адвокат защиты, Йонас Нильссен, настаивал, что каждый Интернет-пользователь, которому были предоставлены услуги The Pirate Bay, должен самостоятельно нести ответственность за возможное незаконное обладание или распространение тех или иных файлов.

### Второй день заседаний: часть обвинений снята
Во второй день заседаний, 17 февраля 2009 года, половина обвинений была снята. Пер Самуэльсон признал: «Это сенсация. Случаи, когда половина процесса выиграна уже после полутора дней, крайне редки. Теперь очевидно, что прокурор обратил пристальное внимание на высказанные нами вчера аргументы». Питер Дановски, адвокат музыкальных компаний, оценил это событие иначе: «Это глубоко технический вопрос, который ничего не значит для иска о компенсациях и не имеет никакого отношения к основному обвинению, выдвинутому против The Pirate Bay. На самом деле, это упрощает работу прокурора, так как позволяет ему сфокусироваться на главном — обвинении в незаконном распространении продуктов интеллектуальной собственности, защищенных авторским правом».
Прокурор не смог доказать, что .torrent-файлы, предоставленные в качестве улик, действительно использовали трекер The Pirate Bay. Более того, прокурор Хокан Росвал (Håkan Roswall) не смог объяснить принципы работы распределенных хеш-таблиц, позволяющих использовать так называемые «бестрекерные» торренты. Эти проколы привели к тому, что прокурор был вынужден отказаться от обвинений, связанных с «участием в нарушении авторских прав», оставив в силе лишь обвинение в «размещении в открытом доступе» объектов, защищенных авторским правом. Санна Волк (Sanna Wolk), доктор права Стокгольмского университета, заявила, что «это неудивительно… Мы знаем, что The Pirate Bay не создавал каких-либо копий напрямую».

### Третий день заседаний
В третий день свидетели обвинения заявили, что The Pirate Bay должен был получить специальные международные лицензии на распространяемые ими продукты, и озвучили нанесенный им материальный ущерб. В то время как в большинстве случаев одно скачивание приравнивалось к одной краже, в ситуации, когда продукт не был доступен легально, размер нанесенных скачиванием убытков увеличивался в несколько раз. Суммарный иск о компенсации ущерба составил 117 миллионов шведских крон (14,3 млн долларов США).

#### «King Kong из Камбоджи»
В третий день судебных заседаний адвокат защиты Пер Самуэльсон в одной из своих речей использовал пример с пользователем, зарегистрированным на The Pirate Bay под никнеймом KingKong.

«Согласно закону Европейского союза 2000/31/EC, провайдер не несет ответственности за передаваемую информацию. Для того, чтобы нести ответственность, провайдер должен инициировать передачу данных. Однако администраторы The Pirate Bay не инициировали передачи данных. Это делали пользователи, которые могут быть легко идентифицированы. Они называют себя именами вроде King Kong.» − Пер Самуэльсон.

«Согласно букве закона, обвинения должны быть направлены против человека, нарушившего закон, а связь между ним и его помощниками должна быть доказана. Эта связь доказана не была. Прокурор должен доказать, что Карл Люндстрем лично общался с пользователем King Kong, который, вполне возможно, может находиться где-нибудь в джунглях Камбоджи», — добавил адвокат.

### Приговор
Слушания закончились 3 марта 2009 года и приговор огласили в пятницу 17 апреля 2009 года в 11 часов. Согласно приговору Стокгольмского окружного суда Петер Сунде, Готтфрид Свартхольм, Фредрик Ней и Карл Люндстрём были признаны виновными, их приговорили к одному году тюремного заключения с выплатой штрафа в размере 2,7 миллиона евро (3,5 миллиона долларов).
Большинство шведских судебных экспертов считало, что суд признает обвиняемых виновными, однако они были удивлены строгостью приговора, также в обществе бытует мнение, что приговор будет изменён в сторону смягчения в судах высших инстанций.

## Апелляции
Адвокаты осужденных настаивали на невиновности своих подзащитных и подали апелляцию на решение суда.
Судебное заседание в Апелляционном суде Свеаланда началось 28 сентября 2010 года и закончилось 15 октября 2010 года.
26 ноября 2010 года судом апелляционной инстанции было вынесено судебное решение, которым троим ответчикам были смягчены приговоры относительно лишения свободы, однако увеличены суммы штрафов. Четвёртый ответчик, Готтфрид Свартхольм, не присутствовал в это время из-за проблем со здоровьем. Его апелляция будет слушаться позднее.
После апелляции Фредрик Ней был приговорен к 10 месяцам, Петер Сунде — к 8 месяцам, а Карл Люндстрём — к 4 месяцам лишения свободы.
Для определения стоимости ущерба, причиненного организацией, апелляционный суд Швеции направил запросы скандинавским компаниям с требованием оценки ущерба от деятельности The Pirate Bay. В результате штраф для троих осужденных был увеличен с 32 миллионов крон до 46 миллионов крон (более 6,5 миллионов долларов).
После оглашения приговора адвокат Петера Сунде сообщил, что они будут обжаловать приговор в Верховном суде.
В феврале 2012 года Верховный суд Швеции отказался рассматривать вторую апелляцию и утвердил приговор.

## Общественный резонанс
В течение 10 дней после оглашения приговора суда первой инстанции более 25 тысяч человек вступило в пиратскую партию Швеции, в результате чего в партии оказалось более 40 тысяч человек. Нужно сказать, что в результате этих действий Пиратская партия Швеции заняла четвёртое место среди всех шведских партий и была признана самым крупным молодёжным движением. В Стокгольме и других городах партия организовала акции протеста. Более 1 тысячи человек собрались на улицах Стокгольма на следующий день после оглашения приговора.

## Стороны

### Ответчики

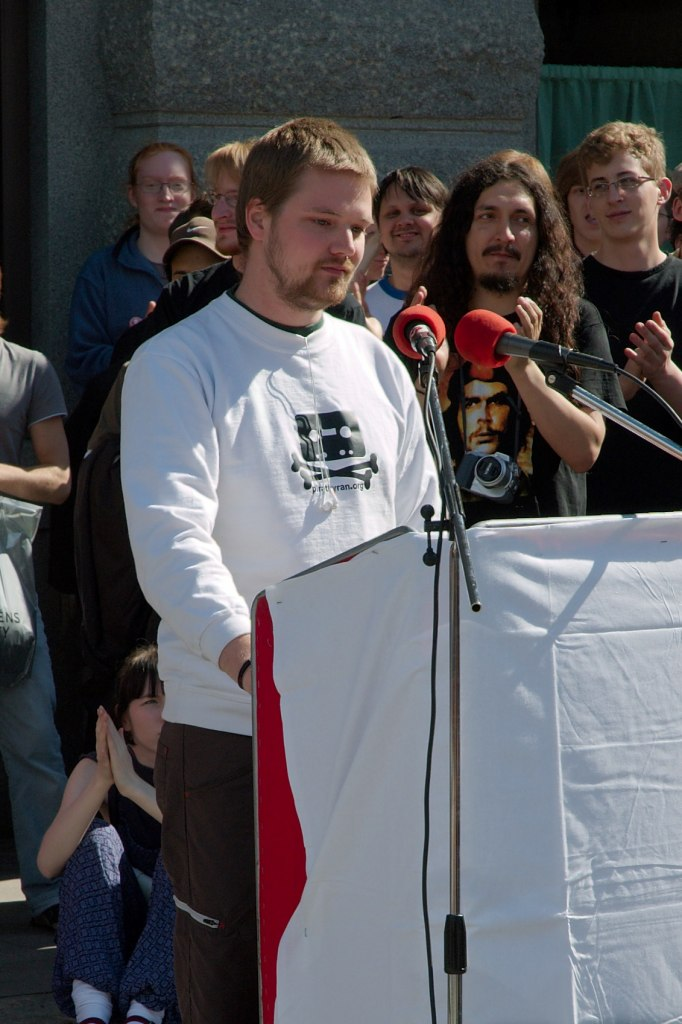
Фредрик Ней
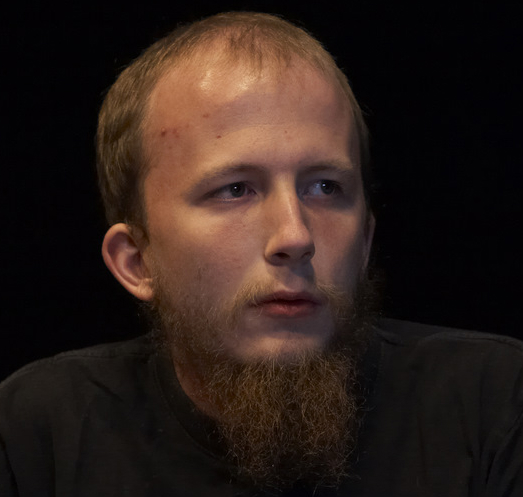
Готтфрид Свартхольм
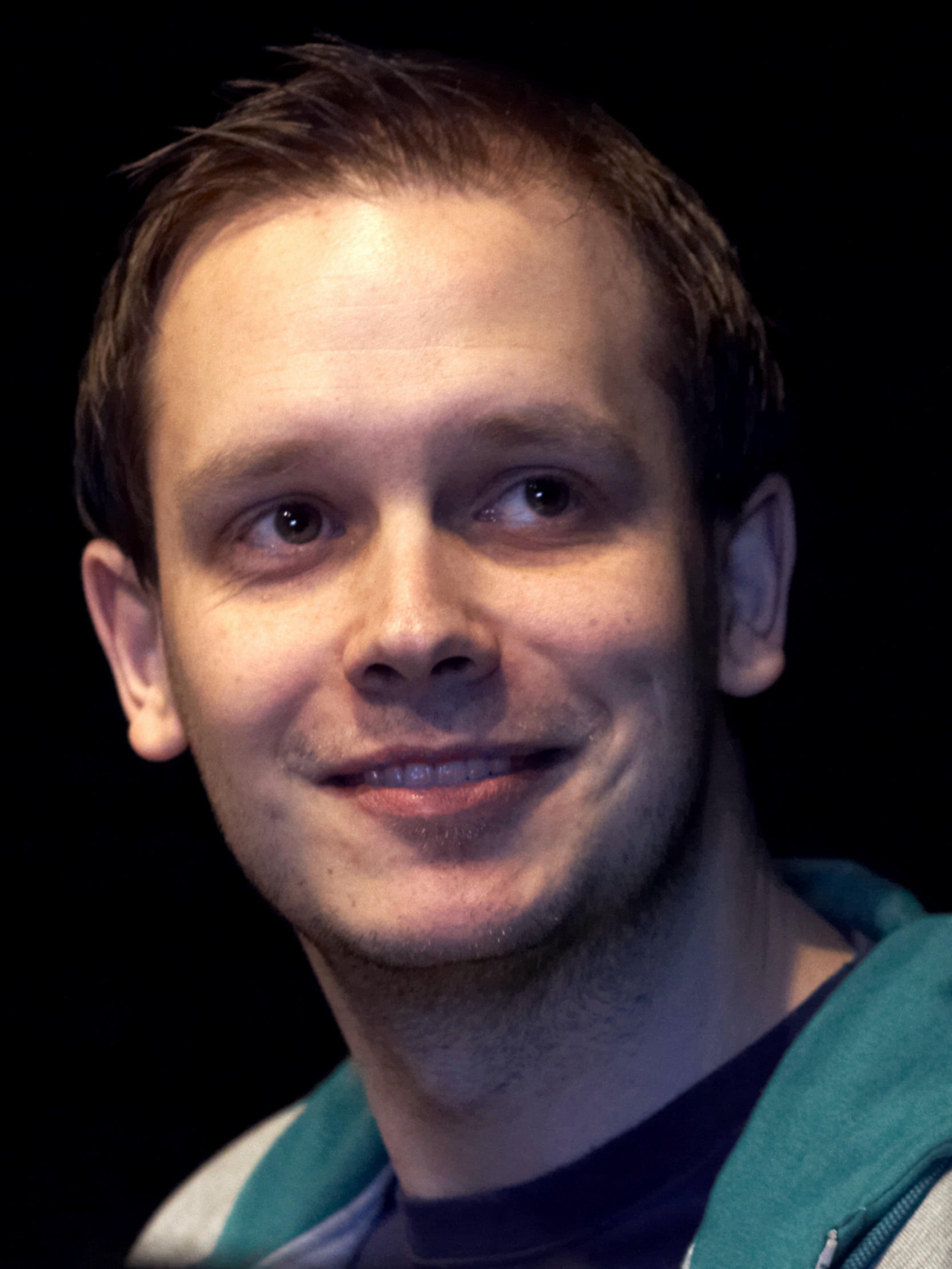
Петер Сунде
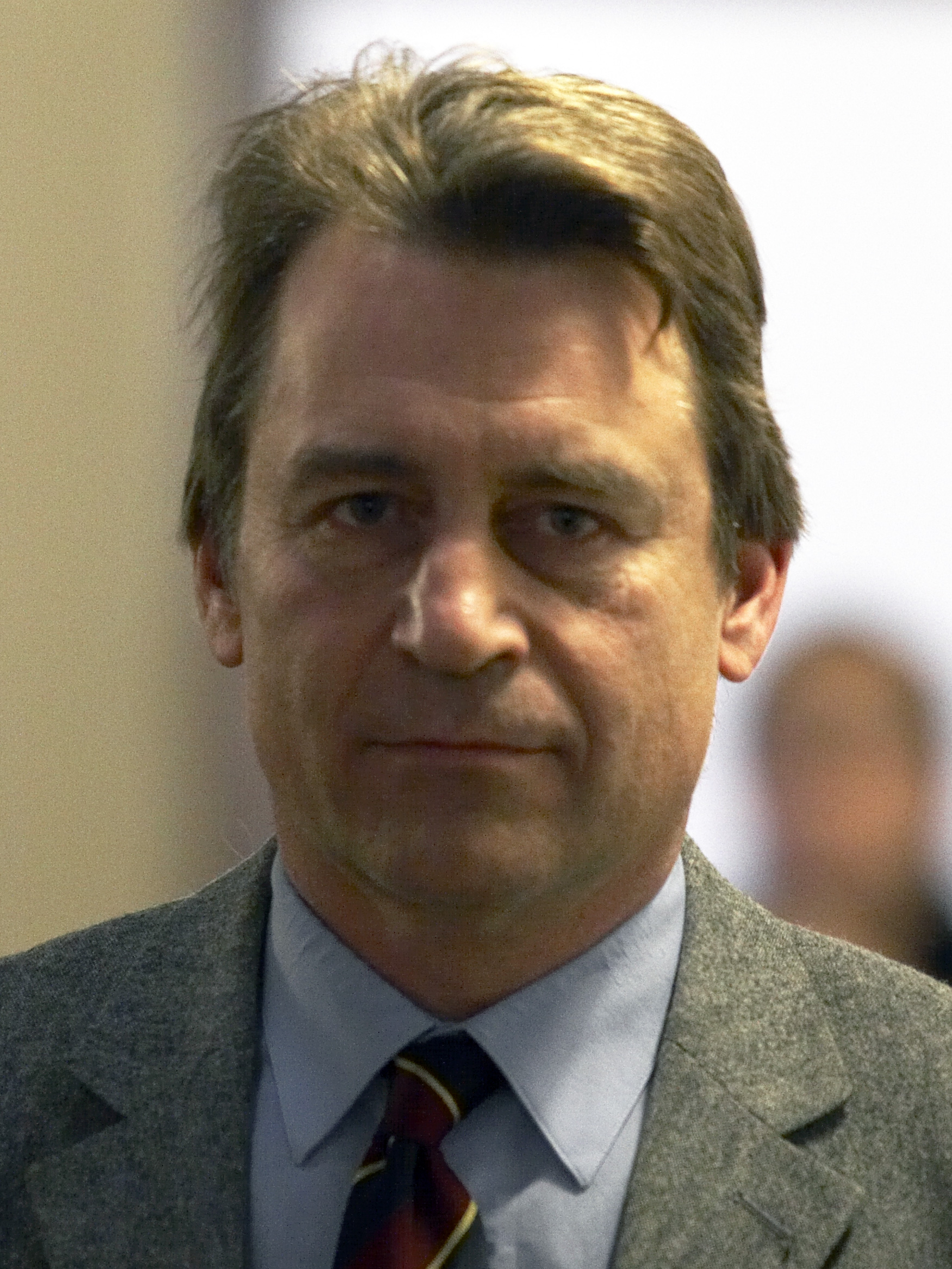
Карл Люндстрём

### Истцы
Обвинения против The Pirate Bay были поддержаны следующими свидетелями обвинения:
- IFPI:
  - Sony BMG Music Entertainment Sweden AB,
  - Universal Music AB,
  - Playground Music Scandinavia AB,
  - Bonnier Amigo Music Group AB,
  - EMI Music Sweden AB,
  - Warner Bros. Music Sweden AB;
- Antipiratbyrån:
  - Yellow Bird Films AB,
  - Nordisk Film,
  - Henrik Danstrup;
- MAQS Law Firm Advokatbyrå KB:
  - Warner Bros. Entertainment Inc,
  - MGM Pictures Inc,
  - Columbia Pictures Industries Inc,
  - 20th Century Fox Films Co,
  - Mars Media Beteiligungs GmbH & Co Filmproduktions,
  - Blizzard Entertainment Inc,
  - Sierra Entertainment Inc,
  - Activision Publishing Inc.

#### Фильмы, фигурирующие в иске
- Kurt Wallander:
  - Wallander - Den svaga punkten
  - Wallander - Afrikanen
  - Wallander – Mastermind
- Pusher III
- Гарри Поттер и Кубок огня
- Розовая пантера
- Переступить черту

#### Телесериалы, фигурирующие в иске
- Prison Break (первый сезон, эпизоды 1—13).

#### Компьютерные игры, фигурирующие в иске
- Call of Duty 2
- Diablo II
- F.E.A.R.
- World of Warcraft

## Кампании в поддержку The Pirate Bay
18 февраля 2009 года норвежская социалистическая партия Red начала международную кампанию в поддержку The Pirate Bay и пользователей, обменивающихся данными, защищенными авторским правом. Она продлилась до 1 мая 2009 года и была специально подстроена под сроки проведения слушаний. Веб-сайт Filesharer предлагает пользователям «загружать свои фотографии, чтобы показать им [представителям музыкальной и киноиндустрии], как выглядят преступники». Член партии Red Элин Вольдер Рутль (Elin Volder Rutle), одна из центральных фигур кампании, заявляет, что «если администраторы The Pirate Bay преступники, то и я, как и большинство норвежцев, преступница». В России сторону Пиратской Бухты приняла «Новая Газета», обозреватель которой Алексей Поликовский опубликовал ряд репортажей. Их можно найти на сайте газеты www.novayagazeta.ru или (собранные вместе) в блоге автора.

## События в течение процесса
Веб-сайт Международной федерации производителей фонограмм (International Federation of the Phonographic Industry, IFPI) был взломан неизвестными, которые оставили послание Хакану Росваллу, прокурору суда, на главной странице. Веб-сайт был закрыт для доступа пользователей, возможно, в связи с DoS-атакой. Однако вскоре он возобновил свою работу. Петер Сунде, один из ответчиков, призвал не совершать подобных действий: «Наш процесс развивается успешно, как многие из вас уже успели заметить. Поэтому то, что кто-то взламывает веб-сайты, может принести вред и выставить нас в нехорошем свете». Он также выразил надежду, что подобная ситуация не повторится.